# Pseudodomena
Pseudodomeny najwyższego poziomu zostały zdefiniowane po to by nazwać jakoś komputery. Przykładami mogą być .bitnet, .csnet, .exit, .i2p, .local, .onion, .oz, .freenet oraz .uucp. Pomimo że wyglądają jak domeny najwyższego poziomu oraz pełnią taką samą funkcję w składni tworzenia nazw punktów końcowych w sieci, nie mają jakiegokolwiek znaczenia w Domain Name System oraz są (lub były) używane tylko w specjalistycznych zastosowaniach; przykładowo w adresowaniu maszyn niedostępnych poprzez internet a używanych do usług takich jak e-mail czy usenet w UUCP.